# Aleurocybotus occiduus
Aleurocybotus occiduus es un hemíptero de la familia Aleyrodidae, con una subfamilia: Aleyrodinae. Fue descrita científicamente en 1964 por Russell.